# Североамериканская суперлига
Североамериканская суперлига (North American SuperLiga), также Суперлига (SuperLiga) — бывший международный футбольный турнир в Северной Америке, разыгрываемый между клубами мексиканской Примеры и клубами лиги MLS из США и Канады. Турнир был одобрен КОНКАКАФ, Федерацией футбола США, Канадской футбольной ассоциацией и Федерацией футбола Мексики. Суперлига являлась региональным чемпионатом Североамериканского футбольного союза — части КОНКАКАФ, также как Кубок чемпионов Центральной Америки и Карибский клубный чемпионат являются региональными чемпионатами других частей КОНКАКАФ — Центральноамериканского футбольного союза и Карибского футбольного союза.
Соревнование проводилось ежегодно, начиная с 2007 года. Всего было проведено четыре турнира. После окончания соревнования в 2010 году турнир был упразднён.

## История
В турнире участвовали четыре клуба от мексиканской Примеры и четыре от лиги MLS. Все матчи проходили в США на стадионах MLS. Команды разделялись на две группы. В каждую группу входили по два клуба от каждой лиги. Каждая команда играла по одному матчу с соперниками из группы. Два лучших клуба каждой группы, по количеству набранных очков, выходили в полуфиналы турнира.
Для инаугурационного турнира 2007 года клубы были отобраны и приглашены федерациями. В дальнейшем руководство MLS объявило, что с их стороны в турнир будут выходить четыре лучших клуба, занявших высшие места в регулярном чемпионате MLS. Согласно решению Федерации футбола Мексики, из мексиканской Примеры в турнир проходили по две лучших команды Апертуры и Клаусуры чемпионата Мексики. С 2009 года, в связи с конфликтом расписания Лиги чемпионов КОНКАКАФ, в турнир выходили четыре лучших клуба регулярных чемпионатов, не прошедших в Лигу чемпионов. За четыре года существования лиги ни одному канадскому клубу так и не удалось пробиться в групповую стадию турнира.
После упразднения турнира в 2010 году, комиссар MLS Дон Гарбер заявил, что «Суперлига была успешным соревнованием, но руководство КОНКАКАФ стало более заинтересовано в дальнейшем развитии клубного турнира Лиги чемпионов КОНКАКАФ, в чём мы их поддерживаем».

## Телетрансляции
Правом на трансляцию матчей Суперлиги обладали TeleFutura (Univision) в США, а также Televisa и TV Azteca в Мексике. Матчи также транслировались на английском языке на Fox Sports World Canada, MLSnet, UnivisionFutbol.com и официальном сайте Суперлиги.

## Победители
| Год        | Финал                | Финал            | Финал                |
| Год        | Победитель           | Счёт             | Финалист             |
| ---------- | -------------------- | ---------------- | -------------------- |
| 2010 Обзор | Монаркас Морелия     | 2 — 1            | Нью-Инглэнд Революшн |
| 2009 Обзор | УАНЛ Тигрес          | 1 — 1 (4 — 3 п.) | Чикаго Файр          |
| 2008 Обзор | Нью-Инглэнд Революшн | 2 — 2 (6 — 5 п.) | Хьюстон Динамо       |
| 2007 Обзор | Пачука               | 1 — 1 (4 — 3 п.) | Лос-Анджелес Гэлакси |

## Статистика

### По клубам
| Клуб                 | Победы | Финалы | Годы побед | Годы финалов |
| -------------------- | ------ | ------ | ---------- | ------------ |
| Монаркас Морелия     | 1      | 0      | 2010       |              |
| УАНЛ Тигрес          | 1      | 0      | 2009       |              |
| Нью-Инглэнд Революшн | 1      | 1      | 2008       | 2010         |
| Пачука               | 1      | 0      | 2007       |              |
| Чикаго Файр          | 0      | 1      |            | 2009         |
| Хьюстон Динамо       | 0      | 1      |            | 2008         |
| Лос-Анджелес Гэлакси | 0      | 1      |            | 2007         |

### По странам
| Страна       | Победы | Финалы |
| ------------ | ------ | ------ |
| Флаг Мексики | 3      | 0      |
| Флаг США     | 1      | 4      |